# Собонь
Собонь (пол. Soboń) — село в Польщі, у гміні Вежбно Венґровського повіту Мазовецького воєводства.
Населення — 119 осіб (2011).
У 1975-1998 роках село належало до Седлецького воєводства.

## Демографія
Демографічна структура станом на 31 березня 2011 року:
|          | Загалом | Допрацездатний вік | Працездатний вік | Постпрацездатний вік |
| -------- | ------- | ------------------ | ---------------- | -------------------- |
| Чоловіки | 63      | 9                  | 47               | 7                    |
| Жінки    | 56      | 9                  | 28               | 19                   |
| Разом    | 119     | 18                 | 75               | 26                   |